# Barbella futunensis
Barbella futunensis là một loài Rêu trong họ Meteoriaceae. Loài này được Thér. mô tả khoa học đầu tiên năm 1938.